# Conocramboides seychellellus
Conocramboides seychellellus är en fjärilsart som beskrevs av Fletcher 1910. Conocramboides seychellellus ingår i släktet Conocramboides och familjen Crambidae. Inga underarter finns listade i Catalogue of Life.